# Jaime Arboleda
Jaime Arboleda (ur. 16 września 1994) – panamski bokser kategorii superpiórkowej

## Kariera amatorska
W marcu 2013 zdobył złoty medal na igrzyskach Ameryki Centralnej. W finale kategorii lekkiej nieznacznie pokonał na punkty Gwatemalczyka Cristian Lopeza. W październiku 2013 zdobył brązowy medal na mistrzostwach Ameryki Centralnej. W półfinale przegrał walkowerem z reprezentantem Hondurasu Jesusem Salazarem. W listopadzie tego samego roku zdobył brązowy medal na igrzyskach boliwaryjskich w Chiclayo. W półfinale kategorii lekkiej przegrał wyraźnie na punkty z Alfredo Santiago.